# Ангидриды карбоновых кислот
Ангидриды карбоновых кислот — соединения общей формулы R1CO−O−COR2, в которых две ацильных группы присоединены к одному и тому же атому кислорода. В зависимости от природы ацильных групп ангидриды могут быть «простыми» (R1 = R2, например, уксусный ангидрид (CH3CO)2O, смешанными (различные ацильные остатки) или циклическими (R1 и R2 являются частями одной молекулы).
Муравьиный ангидрид с формулой H−CO−O−CO−H (C2H2O3) в свободном виде не существует.
Ангидриды формально можно рассматривать как продукт конденсации двух групп −COOH:
{\displaystyle {\ce {RCOOH + R'COOH -> RC(O)OC(O)R' + H2O}}}

## Синтез
Некоторые циклические ангидриды, например, фталевый ангидрид, образуются при нагревании соответствующих кислот. В случае синтеза ангидридов из алифатических кислот используют дегидратирующие агенты — в частности, фосфорный ангидрид при синтезе уксусного ангидрида из уксусной кислоты:
{\displaystyle {\ce {2 CH3COOH + P4O10 -> (CH3CO)2O + P4O9(OH)2}}}
либо карбодиимиды, которые реагируют с карбоновыми кислотами с образованием О-ацилизомочевин — высокореакционноспособных соединений, способных ацилировать карбоновые кислоты:
{\displaystyle {\ce {R-N=C=N-R + R'COOH -> R-NH-C(=NR)OC(O)R'}}}
{\displaystyle {\ce {R-NH-C(=NR)OC(O)R' + R'COOH -> (R'CO)2O + R-NH-C(O)NH-R}}}
В большинстве случаев ангидриды синтезируют ацилированием карбоновых кислот либо их солей. Так, например, ацилированием формиата натрия формилфторидом может быть получен неустойчивый ангидрид муравьиной кислоты:
{\displaystyle {\ce {HCOONa + HCOF -> (HCO)2O + NaF}}}
При ацилировании карбоновых кислот в лабораторной практике в качестве ацилирующих агентов обычно используют комплексы галогенангидридов карбоновых кислот с пиридином либо кетены, формально являющиеся внутренними ангидридами карбоновых кислот:
{\displaystyle {\ce {RCOOH + R'CH=C=O -> RC(O)OC(O)R'}}}
Ацилирование уксусной кислоты кетеном является промышленным методом синтеза уксусного ангидрида.

## Реакционная способность
Ангидриды являются ацилирующими агентами и реагируют с различными нуклеофилами:
{\displaystyle {\ce {(RCO)2O + NuH -> RCONu + RCOOH}}}
образуя сложные эфиры (Nu = OR), амиды (Nu = NR1R2), гидразиды (Nu = HNNR1R2) и т. п.